# Augsburger Freiheitsbewegung

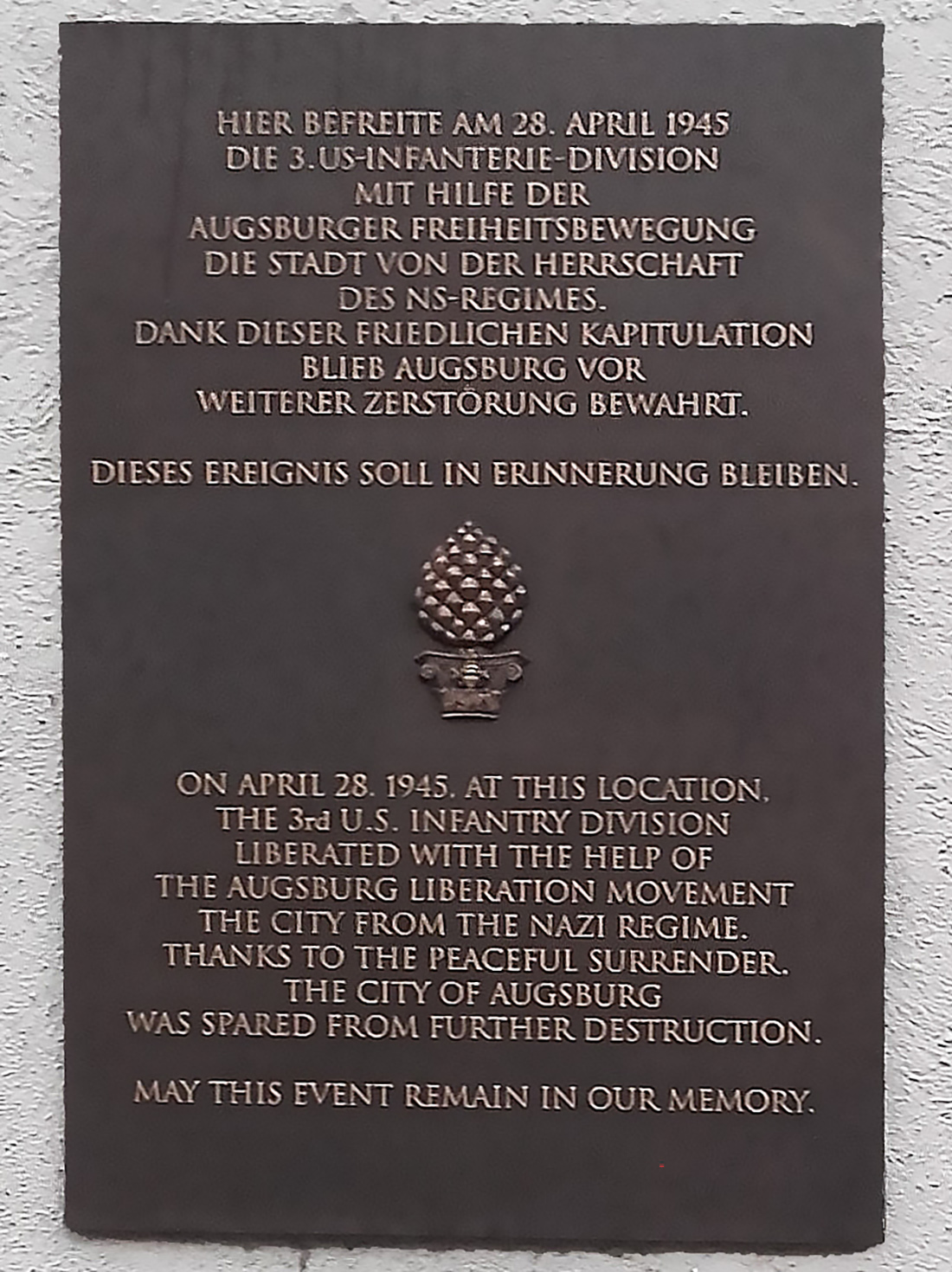
Gedenktafel zur Kapitulation Augsburgs am 28. April 1945

Die Augsburger Freiheitsbewegung (englisch: the Freedom Party of Augsburg oder the Augsburg Liberation Movement) war eine Gruppe Augsburger Bürger, die sich in den letzten Wochen des Zweiten Weltkriegs formierte. Sie erreichten eine kampflose, gewaltfreie Übergabe der Stadt an die anrückenden US-amerikanischen Truppen ohne weitere Opfer und Kriegsschäden.

## Ausgangssituation
Bereits bei den Luftangriffen auf Augsburg 1944 hatte die Stadt schwere Schäden erlitten; sie war in eine Ruinenlandschaft verwandelt und zu einem großen Teil entvölkert. Das US-Militär drohte 1945, dass weitere 2000 Bombenflugzeuge zum Angriff auf Augsburg bereitstünden. Die amerikanische 3. Infanterie-Division rückte ohne nennenswerten Widerstand von Nordwesten immer näher und eine erfolgreiche Verteidigung der Stadt war angesichts der äußerst geschwächten deutschen Kräfte illusorisch. Die deutsche Kriegsniederlage stand unmittelbar bevor und der Wunsch nach einer Kapitulation, um noch mehr Leid zu verhindern, lag im April 1945 in der Luft.
Der Augsburger Stadtkommandant Generalmajor Franz Fehn berief sich jedoch weiterhin auf seine Befehle – der Korpsbefehl vom 20. April 1945 lautete, „dass Bayern an Iller und Donau verteidigt und dem Gegner hier ein endgültiges Halt geboten werden muss“ – und wies eine Kapitulation bis zuletzt von sich. Das trieb einzelne Bürger an, durch Eigeninitiative aus dem Untergrund eine kampflose Übergabe der Stadt zu erreichen.

## Beteiligte
Zu den wichtigsten Köpfen der Augsburger Freiheitsbewegung gehörten der Oberarzt am Städtischen Hauptkrankenhaus Rudolf Lang (1909–1962), der Sachgebietsleiter im Städtischen Arbeitsamt Georg Achatz, der Leiter der Augsburger Blindenschule Anton Setzer sowie Domkapitular Josef Hörmann. Darüber hinaus bestanden Verbindungen zu Friedrich Rüggebergs und Franz Hesse. In der zweiten Aprilhälfte 1945 wurden verschiedene Dorfgeistliche im Westen Augsburgs in die Bewegung einbezogen.
Kollaboration mit dem Feind galt als Kriegsverrat bzw. Wehrkraftzersetzung und war mit dem Tode bedroht. Die Beteiligten der Augsburger Freiheitsbewegung mussten ihr Vorhaben somit vor der deutschen Militärjustiz streng geheim halten. Sie trafen sich heimlich, unter dem Namen „John Roy“, im Lazarett Maria Stern in Göggingen, in der Blindenschule in der Jesuitengasse 14, später dann im Kloster St. Elisabeth beim Augsburger Dom, das zum Kloster Maria Stern gehört.
Georg Achatz kontaktierte die bedeutenden Industriewerke der Stadt. Es gelang ihm, dort Unterstützer zu finden und die angeordneten Zerstörungen in diesen Betrieben zu verhindern. Auch eine Sprengung von Brücken wurde in Augsburg verhindert.

## Kampflose Übergabe der Stadt Augsburg

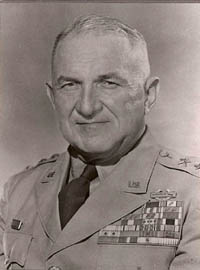
US-General John W. O’Daniel (1951)

Einen ersten Versuch, die Amerikaner zu kontaktieren, gab es bereits am 25. April 1945. Rudolf Lang und Georg Achatz wollten mit amerikanischen Soldaten in Verbindung treten. Als Mittelsmann sollte der Gefreite Richard Maier fungieren, ein Wachtposten im amerikanischen Kriegsgefangenenlager. Der Plan misslang jedoch, als die amerikanischen Soldaten aus der Stadt verlegt wurden.
Am gleichen Tag nahm Rudolf Lang mit Oberbürgermeister Josef Mayr, der seit 23. April 1945 der Sabotage bezichtigt wurde und sich außerhalb von Augsburg aufhielt, Verbindung auf. Lang fragte ihn, ob er bereit sei, die Verteidigung der Stadt sowie Brückensprengungen zu verhindern. Als Gegenleistung bot er Mayr eine bewaffnete Schutztruppe und ein Versteck in der Blindenschule in der Augsburger Jesuitengasse an.
Einen Tag später wurde darüber berichtet, dass Werwolfanhänger in den Mittagsstunden auf die Wohnung von Rudolf Lang in der Kaiserstraße einen Anschlag verübten. Die Wohnung diente den Oppositionskräften für Geheimtreffen. Georg Achatz, der sich zu diesem Zeitpunkt dort aufgehalten hatte, entging dem Schuss nur knapp.
Am 27. April 1945 gegen 16 Uhr gelang es der Freiheitsbewegung, mit den Amerikanern telefonisch Verbindung aufzunehmen und ihnen mittels Dolmetscher mitzuteilen, dass sie für eine Kapitulation Augsburgs ohne Blutvergießen sorgen werden. Zudem wurden Einzelheiten zum Verteidigungszustand der Stadt übermittelt. Auch Oberbürgermeister Mayr vermeldete den US-Truppen telefonisch, dass die Stadt kampflos übergeben wird. US-General John W. O’Daniel reagierte auf die ihm bekanntgewordene Stimmungslage in Augsburg mit dem Befehl an seine Leute:

“I don't want you to fire at all into Augsburg unless it is actually observed firing, .... Keep your eyes open for white flags or other signs of surrender as we have had many indications....”

„Ich will nicht, dass Sie überhaupt auf Augsburg schießen, es sei denn, es werden tatsächlich Schüsse von dort aus beobachtet, .... Achten Sie besonders auf weiße Fahnen oder sonstige Zeichen einer Kapitulation, denn wir haben viele entsprechende Hinweise bekommen....“

Die Freiheitsbewegung erhielt von den Amerikanern eine Frist von einer Stunde. In dieser Zeit versuchten Oberbürgermeister Mayr, Rudolf Lang und Josef Hörmann im Riedingerbunker Generalmajor Fehn von seinem Vorhaben, die Stadt zu verteidigen, abzubringen. Dieser berief sich jedoch auf seinen Gehorsam gegenüber seinen Vorgesetzten und ließ sich nicht umstimmen.
Einige Bürger verbreiteten zeitgleich im ganzen Stadtgebiet die Nachricht, dass sich die Stadt bereits ergeben habe und dass weiße Fahnen gehisst werden sollen. Sie beseitigten auch Brücken- und Straßensperren, um den Amerikanern den Einmarsch zu erleichtern.
In der Nacht auf den 28. April 1945 führten Freiheitskämpfer einen Stoßtrupp der 3rd Infantry Division ohne Zwischenfälle zum Riedingerbunker. Die Gruppe wurde mit weißen Fahnen begrüßt, die aus den Fenstern hingen. Auch vom höchsten Turm der Stadt, dem Kirchturm St. Ulrich und Afra, hing eine weiße Fahne.
Ein Teil des Stoßtrupps unter der Führung von Major O’Connel betrat anschließend den Bunker und forderte Generalmajor Fehn auf, sich zu ergeben. Dieser bat nach kurzer Überlegung darum, ein Gespräch mit einer militärischen Dienststelle führen zu dürfen. Major O’Connel gewährte ihm ein Ultimatum von fünf Minuten und zog sich in den Vorraum der Kommandozentrale zurück. Wenig später erschoss sich der stellvertretende Gauleiter und SS-Standartenführer Anton Mündler. Als sich die dadurch entstandene Verwirrung etwas gelegt hatte, versuchte Generalmajor Fehn telefonisch Verstärkung anzufordern. Lang und Achatz verhinderten dies und baten zeitgleich Major O’Connel um eine Verkürzung des Ultimatums. Sie wussten, dass zwischen Hochzoll und Mering rund 2000 SS-Soldaten stationiert waren und diese unter keinen Umständen herbeigerufen werden durften. Major O’Connel willigte ein und verkürzte das Ultimatum auf eine Minute. Fehn wollte daraufhin nach seiner Pistole greifen, wurde jedoch von den Umstehenden daran gehindert. Wenige Sekunden später war die vereinbarte Zeit verstrichen und Generalmajor Fehn wurde festgenommen. Damit war die NS-Herrschaft in Augsburg ohne Kampfhandlung beendet.

## Historisches Gedächtnis
Die 7. US-Armee beschrieb das ungewöhnliche Geschehen in einem 1946 veröffentlichten Bericht mit den Worten:

“The capitulation of Augsburg in the central sector of Seventh Army's final Bavarian operations was one of the strangest stories of the advance through Germany (…) Augsburg was saved from the utter devastation which had come to Aschaffenburg, Wuerzburg, Heilbronn, Nuremberg, and Ulm, largely because of a unique subversive movement which facilitated the entrance of American troops.”

„Die Übergabe Augsburgs im zentralen Sektor der bayerischen Abschlußoperationen der 7. Armee war eine der seltsamsten Begebenheiten auf dem Vormarsch in Deutschland. (…) Augsburg wurde vor der völligen Zerstörung, die Aschaffenburg, Würzburg, Heilbronn, Nürnberg und Ulm ereilte, hauptsächlich durch eine einzigartige subversive Bewegung bewahrt, die den Einmarsch der amerikanischen Truppen erleichterte.“

Eine genauere Betrachtung zeigt, dass die Augsburger Freiheitsbewegung aus mehreren unabhängigen Gruppen und Einzelpersonen bestand, die einander teilweise erst in Aktion entdeckten und ihre Kräfte vereinigten.
An der Stelle, wo sich 1945 der Riedingerbunker befand, steht heute das zentrale Verwaltungsgebäude der Stadtwerke Augsburg. Eine Gedenktafel an diesem Gebäude erinnert an die friedliche Befreiung der Stadt.

## Ähnliche Bewegungen in Bayern
In München gab es eine ähnliche Bewegung, die Freiheitsaktion Bayern (FAB), deren Aktion aber von SS-Einheiten niedergeschlagen wurde und in einem Fiasko endete. Am gleichen Tag, an dem Augsburg ohne Gewalt gegen die kapitulationsgesinnten Bürger, und auch ohne Blutvergießen durch die Alliierten befreit wurde, wurden in einem ähnlichen Kontext im etwa 90 km südlich gelegenen Penzberg 16 Menschen von einer NS-Einheit ermordet (Penzberger Mordnacht). Auch im rund 150 km östlich gelegenen Altötting kam es am 28. April 1945 zu ähnlichen Endphaseverbrechen der Nationalsozialisten (Bürgermorde von Altötting).